# クエスト コディアック
クエスト コディアック
100型
- 用途：汎用機
- 設計者：エヴァン・モーテンソン[1]
- 製造者：クエスト・エアクラフト
- 初飛行：2004年10月16日
- 生産数：170+ (2016年)[2]
- 運用開始：2005年5月13日
- 運用状況：製造中
- ユニットコスト：170万ドル ("green aircraft") (2012年)[3]

クエスト コディアック 100（Quest Kodiak 100）はアメリカ合衆国の航空機製造会社クエスト・エアクラフトが製造している高翼単発ターボプロップ機。未舗装滑走路における運用も可能な頑丈さと経済性を両立している。主に旅客輸送など汎用用途に用いられている。

## 設計と開発
クエスト コディアックは、ホームビルト機製造会社であるStoddard-Hamilton Aircraftの前社長Tom Hamiltonとプロテスタント系宣教組織・国際人道援助NGOである「Mission Aviation Fellowship」や「JAARS」との話し合いの中から生まれた。これらの組織は第二次世界大戦のパイロットたちにより、戦後すぐに南米、アフリカ、アジアの未開地へ航空機を利用して宣教する目的のため設立された。MAFやJAARSは、未舗装滑走路や河川から離着陸できる頑丈で経済性の良い小型汎用機を必要としており、Tom Hamiltonはこうした性能を有する航空機は他にも需要があると考えた。
技術設計は1999年に開始され会社組織も2001年に立ち上げられた。市場調査の結果、アルミニウム構造、短距離離着陸性（STOL）を有する乗員10人強の汎用機となった。胴体部はビーチクラフト キングエアを参考として設計された。STOL性能を達成するため、前縁フラップなどに高揚力装置をもうけ、高性能を誇る750 hp (559 kW)のPT6A-34ターボプロップエンジンを採用した。
座席は着脱可能になっている。パイロットが利用するドアの他に、乗客用として胴体後部に48.5インチ×50インチのクラムシェル型ドアが設けられており、ドアの下部は乗降時のステップとなる。
操縦席はガーミンG1000によるグラスコクピットが装備され、オートパイロット可能になっている。
コディアックはフロートを取り付けることで、陸上滑走路だけでなく水上からも離着陸できる水陸両用機（水上機）となる。2010年6月にWipaire製Wipline 7000 Amphibious Floatsを装着した機体で追加型式証明を取得した。2015年8月26日に、クエスト・エアクラフト社の創業者の一人が経営するAerocet社の炭素繊維複合材フロート「Aerocet 6650」を備える機体の追加型式証明も取得した。
スカイダイビング用途として乗降ドアをダイビング用に改造したモデルが発売されている。あるダイビングスクールでは1300ftの滑走路から最大13人のダイバーを乗せて離陸し、一日に20回のフライトを繰り返している。警察・軍・政府機関による情報・監視・偵察（ISR）任務や航空写真撮影にも用いられる。
同年11月には同社はグリコール系フルードを用いる着氷防止装置のFlight into Known Icing (FIKI) 条件下における型式証明も取得した。
日本の国土交通省航空局からの型式証明は2015年11月6日に取得した。欧州航空安全機関による型式証明取得も申請中である。

## 運用
初号機は2008年1月にローンチ・カスタマーのSpirit Airに引き渡された2013年9月時点で、合計100機が製造されており、記念となる100機目はSunstate Aviationに引き渡された。11機作るうち1機の機体を宣教組織に低コストで販売する「Quest Aircraft's Quest Mission Team (QMT) 」プログラムを行っている。2015年には32機が製造されている。
製造販売会社のクエスト・エアクラフトは2015年に日本の常石造船グループの子会社となった。常石グループはせとうちSEAPLANES社を設立し、2016年から尾道市を拠点としてフロート装備のコディアック水陸両用機を用いた遊覧事業を開始している。
2019年にDAHERがクエスト・エアクラフトを買収して以降は、「コディアック」のブランドで販売されている。

## タイプ
100
ベーシック・モデル、2007年5月31日にFAA型式証明取得。
エア・クロー
ノースロップ・グラマンのFLIR装備を備えた捜索用途機。

## 運用者
アメリカ合衆国
- Gem Air
- 合衆国魚類野生生物局[15]

 インドネシア
- Mission Aviation Fellowship

 パプアニューギニア
- JAARS[4]

 カナダ
- 王立カナダ騎馬警察[16]

 エクアドル
- TAME航空[17][18]

 パナマ
- Arrendamientos Aéreos[19]

 インド
- Seabird Seaplane Private Ltd[20]

 日本
- せとうちSEAPLANES[21]

## 諸元
出典: Flying, February 2009; FAA Type Certificate.
諸元
- 乗員: 1
- 定員: 9
- ペイロード: 8.04 m³ （284 ft³）
- 全長: 10.2 m （33.4 ft）
- 全高: 4.69 m （15.4 ft）
- 翼幅: 13.7 m（45.0 ft）
- 翼面積: 22.30 m² （240 ft²）
- 空虚重量: 1,710 kg （3,770 lb）
- 運用時重量: 1,603 kg （3,535 lb）
- 最大離陸重量: 3,291 kg （7,255 lb）
- 動力: PT6A-34 ターボプロップ、560 kW （750 hp）  × 1

性能
- 最大速度: 183 KIAS （211 mile/hr） 339 km/hr
- 巡航速度: 174 ktas （322 km/h） 12,000 ft [3,700 m]
- 失速速度:  （77ノット（フラップup）、59ノット（フラップdown））
- 航続距離: 2,096 km （179ノット (332 km/h)）
- 実用上昇限度: 7620 m （25,000 ft）
- 上昇率: 6.96 m/s （1,371 ft/min）
- 離陸滑走距離: m （ft）
- 着陸滑走距離: m （ft）
- 翼面荷重: 147.6 kg/m² （30.22 lb/ft²）

## 参照
1. ↑  Evan Mortenson (2013年1月28日). “Creating Kodiak”. Aviation Week & Space Technology.
2. ↑  Kate Sarsfield (2016年4月26日). “Quest Kodiak poised for European approval”. flightglobal.
3. ↑  Amy Butler (September 3, 2012). “New Bedfellows”. Aviation Week & Space Technology.
4. 1 2  “JAARS Takes Quest Kodiak Delivery”. AINonline.   Aviation International News (2009年1月29日). 2013年10月17日閲覧。
5. 1 2  “Quest Kodiak Fulfills Promise, Delivers Aircraft "At Cost"”. AvWeb.   Aviation Publishing Group (2010年8月10日). 2013年10月17日閲覧。
6. ↑  AW & ST, Creating Kodiak
7. ↑  “Quest Aircraft website”. 2010年11月30日閲覧。
8. ↑  “Wipaire Announces Certification of Wipline 7000 Float for Quest KODIAK”.   Quest Aircraft (2010年6月21日). 2010年11月30日閲覧。
9. ↑  “Aerocet 6650 Amphibious Floats”. aviationweek. (2015年9月28日)
10. ↑  Mary, Grady (2010年11月29日). “Kodiak Icing System FAA Certified”. 2010年11月30日閲覧。
11. ↑  “Quest begins customer deliveries”.   Wings Magazine (2008年1月28日). 2013年10月17日閲覧。
12. ↑  “Kodiak centenarian goes to Sunstate”. Flight International (Reed Business Information) 184 (5409):  24. (2013). ISSN 0015-3710.
13. 1 2  “TYPE CERTIFICATE DATA SHEET A00007SE, Rev. 15”.   Department of Transportation – Federal Aviation Administration (2012年4月17日). 2012年10月16日閲覧。
14. ↑  Amy Butler (September 3, 2012). “New Bedfellows”. Aviation Week and Space Technology.
15. ↑  “Layoffs At Quest Aircraft, Despite Recent Sales”. AvWeb.   Aviation Publishing Group (2010年8月10日). 2013年10月17日閲覧。
16. ↑  Rasmusson, Cameron (2011年4月5日). “RCMP buys Quest plane”. Bonner County Daily Bee 2013年10月17日閲覧。
17. ↑  “#TameAmazonía - Twitter Search”. 2014年12月26日閲覧。
18. ↑  “Nicolás Larenas✈ on Twitter”. Twitter. 2014年12月26日閲覧。
19. ↑  “Bienvenidos a Arrendamientos Aereos - Vuelos Charter Panama”. 2014年12月26日閲覧。
20. ↑  “Seabird Seaplane Private Ltd”. 2014年12月11日閲覧。
21. ↑  “Setouchi Seaplanes”. 2016年8月2日閲覧。
22. ↑  “Quest Kodiak”. Flying:  40–45. (February 2009).
23. ↑  questaircraft.com/the-kodiak/specifications-option Quest website